# Pterinoxylus spinulosus
Pterinoxylus spinulosus är en insektsart som beskrevs av Ludwig Redtenbacher 1908. Pterinoxylus spinulosus ingår i släktet Pterinoxylus och familjen Pseudophasmatidae. Inga underarter finns listade i Catalogue of Life.